# Clot de la Baga
El Clot de la Baga és un torrent afluent per l'esquerra de la Riera de l'Hospital, al Berguedà.

## Municipis per on passa
El Clot de la Baga transcorre íntegrament pel terme municipal de l'Espunyola.

## Xarxa hidrogràfica
La xarxa hidrogràfica del Clot de la Baga està integrada únicament pel mateix torrent, ja que no té cap afluent.